# 1975 en jeu
Chronologie du jeu
- 1971
- 1972
- 1973
- 1974
- 1975
- 1976
- 1977
- 1978
- 1979

Cet article présente les faits marquants de l'année 1975 concernant le jeu.

## Évènements
- Anatoli Karpov devient champion du monde d'échecs après le forfait de Bobby Fischer.

## Sorties
- Empire of the Petal Throne, M.A.R. Barker, Gary Gygax et Don Kaye, TSR : second jeu de rôle de l'éditeur
- Boot Hill, Brian Blume, Gary Gygax et Don Kaye, TSR : premier jeu de rôle de western